# Прусский шпион
«Прусский шпион» (англ. The Prussian Spy) — американский короткометражный драматический фильм Дэвида Уорка Гриффита.

## Сюжет
За прусским шпионом охотятся французские войска. Его любовница, леди Флоренс, пытается ему помочь.

## В ролях
| Актёр            | Роль         |
| ---------------- | ------------ |
| Мэрион Леонард   | леди Флоренс |
| Гарри Солтер     | граф Лопес   |
| Оуэн Мур         | шпион        |
| Артур В. Джонсон | солдат       |
| Флоренс Лоуренс  | служанка     |
| Дэвид Майлз      | солдат       |
| Мак Сеннет       | солдат       |